# Episodi di In aller Freundschaft (nona stagione)
La nona stagione della serie televisiva In aller Freundschaft è stata trasmessa in anteprima in Germania da Das Erste tra il 3 gennaio 2006 e il 9 gennaio 2007.
| nº | Titolo originale             | Prima TV Germania |
| -- | ---------------------------- | ----------------- |
| 1  | Väter und Söhne              | 3 gennaio 2006    |
| 2  | Der schöne Mann              | 10 gennaio 2006   |
| 3  | Carpe Diem                   | 17 gennaio 2006   |
| 4  | Am Scheideweg                | 24 gennaio 2006   |
| 5  | Plötzlich und unerwartet     | 31 gennaio 2006   |
| 6  | Gib niemals auf!             | 7 febbraio 2006   |
| 7  | Unter einem Dach             | 14 febbraio 2006  |
| 8  | Neuanfang                    | 28 febbraio 2006  |
| 9  | Ausnahmezustand              | 7 marzo 2006      |
| 10 | Alte Wunden                  | 14 marzo 2006     |
| 11 | Schein und Sein              | 21 marzo 2006     |
| 12 | Freundschaftskrise           | 28 marzo 2006     |
| 13 | Schuld und Sühne             | 4 aprile 2006     |
| 14 | Ehen auf dem Prüfstand       | 11 aprile 2006    |
| 15 | Dunkle Sterne                | 18 aprile 2006    |
| 16 | Vaterliebe                   | 25 aprile 2006    |
| 17 | Falsches Spiel               | 2 maggio 2006     |
| 18 | Die Waffen der Frauen        | 9 maggio 2006     |
| 19 | Flirtfieber                  | 16 maggio 2006    |
| 20 | Auf der Suche nach dem Glück | 23 maggio 2006    |
| 21 | Böse Überraschungen          | 6 giugno 2006     |
| 22 | Liebesprüfungen              | 25 luglio 2006    |
| 23 | Hör' auf dein Herz!          | 1º agosto 2006    |
| 24 | Stille Versprechen           | 8 agosto 2006     |
| 25 | Reine Nervensache            | 15 agosto 2006    |
| 26 | Scheiden tut weh             | 29 agosto 2006    |
| 27 | Mein fremder Mann            | 5 settembre 2006  |
| 28 | Zu zweit allein              | 12 settembre 2006 |
| 29 | Eine Nacht mit Folgen        | 19 settembre 2006 |
| 30 | Auf eigenes Risiko           | 26 settembre 2006 |
| 31 | Frauen in der Krise          | 10 ottobre 2006   |
| 32 | Vertrauensfragen             | 17 ottobre 2006   |
| 33 | Zwischen den Fronten         | 24 ottobre 2006   |
| 34 | Der Weg ist das Ziel         | 31 ottobre 2006   |
| 35 | Verpasste Zeit               | 7 novembre 2006   |
| 36 | Flucht nach vorn             | 14 novembre 2006  |
| 37 | So weit die Gefühle tragen   | 21 novembre 2006  |
| 38 | Starke Söhne                 | 28 novembre 2006  |
| 39 | Eine zweite Chance           | 5 dicembre 2006   |
| 40 | Ihr Kinderlein kommet        | 12 dicembre 2006  |
| 41 | Einsam, zweisam, dreisam     | 2 gennaio 2007    |
| 42 | Falsche Ziele                | 9 gennaio 2007    |